# Bardala (Palestine)
Ne doit pas être confondu avec le genre Bardala.
Bardala, en arabe : بردلة, est un village du gouvernorat de Tubas en Palestine, situé à 28 km au nord-est de Naplouse, au nord de la Cisjordanie.
Selon le recensement du bureau central palestinien des statistiques, la localité compte une population de 1 607 habitants en 2017.